# Croix verte (pharmacie)

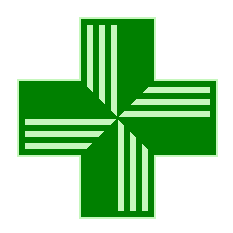
Croix verte de pharmacie.

La croix verte sert d'enseigne aux pharmacies dans plusieurs pays d'Europe, comme la Belgique, la France ou encore l'Italie.

## Origine

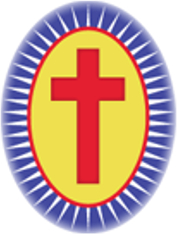
La croix rouge, emblème de l'Ordre des Clercs réguliers pour les malades depuis 1582.

À l'origine, la croix latine rouge est le signe distinctif porté sur la soutane des membres de l'Ordre des Clercs réguliers pour les malades, ordre religieux catholique fondé à Rome par saint Camille de Lellis au XVIe siècle.
Les enseignes de pharmaceutique utilisaient la croix rouge, mais après sa reconnaissance internationale comme symbole de l'organisation du même nom (1864), la croix verte s'imposa petit à petit. En 1913, une loi d'application de l'actuel article 53 de la Ire Conventions de Genève (loi du 24 juillet 1913 modifiée par la loi 4 juillet 1939), interdit l'utilisation de la croix rouge comme enseigne, mais il en subsistera jusque dans les années 1950.
Pour les mêmes raisons, dans certains pays musulmans le symbole de la pharmacie est un croissant vert.
Aujourd'hui, le choix de la couleur verte n'est pas vraiment expliqué. Depuis la Révolution française, les médecins et les pharmaciens militaires français ont été distingués, par un uniforme avec le revers bordé de velours cramoisi pour les premiers et vert pour les seconds, la couleur verte ayant pu être choisie en opposition au rouge pour rappeler les plantes médicinales.
La première mention de l'ordre de Saint-Lazare de Jérusalem (ou ordre des hospitaliers de Saint-Lazare de Jérusalem) et de Notre-Dame du Mont-Carmel,  trouvée dans des sources, date de 1142 ; il arbore la croix verte ; il est approuvé en 1255 par Alexandre IV ; 13 novembre 1572, le pape Grégoire XIII - par la bulle Pro Comissa Nobis - réunit l'Ordre de Saint-Lazare de Jérusalem et l'ordre savoyard de Saint-Maurice, créé en 1434, pour former l’Ordre des Saints-Maurice-et-Lazare ; en 1607, Henri IV fonde l’ordre de Notre-Dame du Mont-Carmel pour sceller la réconciliation du roi de France, converti au catholicisme en 1593, avec le Saint-Siège ; le pape Paul V unit les chevaliers de Saint-Lazare de Jérusalem aux Chevaliers de Notre-Dame du Mont-Carmel : fusion confirmée le 5 juin 1668 par une bulle du Cardinal de Vendôme, légat du pape en France ; le pape Clément XIV fulmine le 10 décembre 1772 la bulle Institutio de Ordinum Militarium par laquelle il déclare que les ordres unis de Saint-Lazare et de Notre-Dame-du-Mont-Carmel ne seront plus qualifiés d’ordres religieux.
Henry Dunant (fondateur de la Croix-Rouge et initiateur de la Convention de Genève) avait en 1899 fondé une association du nom de Croix verte (disparue en 1902).
Selon la Première Convention de Genève, le choix de la croix à quatre branches égales est un hommage à la Suisse.
- Dans certains cas, certaines pharmacies (et leurs personnels) peuvent utiliser l'emblème de la croix rouge :
- les pharmacies de la Croix-Rouge et du Service de Santé des Armées peuvent arborer l'emblème de la croix rouge (première Convention de Genève) ;
- les pharmacies des hôpitaux et unités sanitaires civils situés dans une zone de combat peuvent se signaler par l'emblème de la croix rouge, l'autorité doit alors leur remettre un document attestant qu'ils ne sont pas employés à des fins « militaires » (Quatrième Convention de Genève ; l'article 8 du Ier protocole additionnel aux Conventions de Genève définit le terme d"unité sanitaire" qui englobe les pharmacies des hôpitaux et unités sanitaires) ;
- les pharmacies effectuant des missions sous les auspices des Nations Unies peuvent avec l'accord de leur pays d'origine, porter l'emblème de la croix rouge (IIIe protocole additionnel aux Conventions de Genève) ;
- le matériel sanitaire et des produits pharmaceutiques, du service de santé des armées peuvent être marqués d'une croix rouge (Ire Convention de Genève).

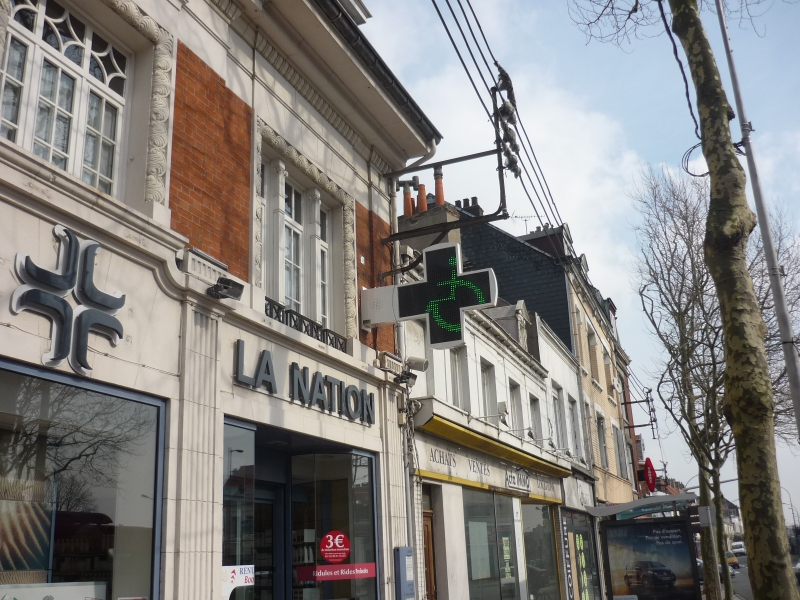
Croix de pharmacie en LED avec inscription de la date, l'heure, la température ou d'animations.

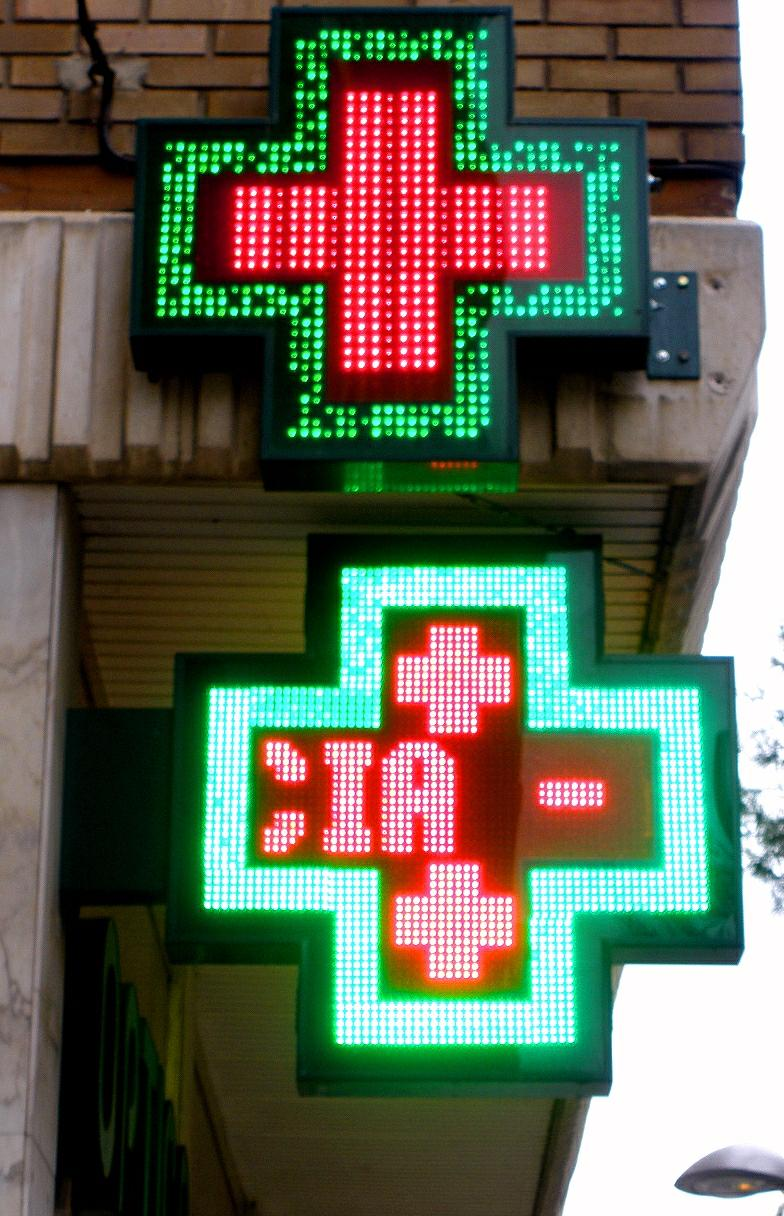
Croix verte et rouge de pharmacie en Espagne.

## Industrie de la croix de pharmacie
Bien que ce soit un marché de niche, les fabricants de croix vertes rivalisent d'imagination. Les modèles électroniques donnent l'heure et la température. Certaines sont même animées et peuvent être programmées depuis un ordinateur. La croix verte est aussi parfois associée à la coupe d'Hygie et à un caducée.

## Culture populaire
En 2023, l'enseigne devient virale sur les réseaux sociaux. Sur TikTok, le hashtag Frenchpharmacy atteint le nombre impressionnant de 130 millions de vues cumulées en août 2023. Les touristes, pour la plupart américain, le compare à des lumières disco.